# Erepta
Erepta é um género de gastrópode  da família Helicarionidae.

## Espécies
Este género contém as seguintes espécies:
- Erepta mutans
- Erepta nevilli
- Erepta chloritiformis (Griffiths & Florens, 2004)
- Erepta odontina (Morelet, 1851)
- Erepta pyramidalis (Griffiths & Florens, 2004)
- Erepta setiliris (Benson, 1859)
- Erepta stylodon (Pfeiffer, 1842)
- Erepta thiriouxi (Germain, 1918)
- Erepta wendystrahmi (Grifiths, 2000)